# Nowe Dębno
Nowe Dębno (niem. Neudamen) – osada w Polsce położona w województwie zachodniopomorskim, w powiecie białogardzkim, w gminie Tychowo. W latach 1975–1998 osada należała do województwa koszalińskiego. Według danych UM, na dzień 31 grudnia 2014 roku osada miała 4 stałych mieszkańców. Osada wchodzi w skład sołectwa Stare Dębno.
Osada leży ok. 3 km na południowy wschód od Starego Dębna. Na południowy zachód od osady, znajduje się najwyższy punkt gminy (150 m n.p.m.).